# ای‌آرای گرنویل (پی-۳۳)
ای‌آرای گرنویل (پی-۳۳) (به انگلیسی: ARA Granville (P-33)) یک کشتی است که طول آن ۸۰ متر (۲۶۰ فوت) می‌باشد. این کشتی در سال ۱۹۸۱ ساخته شد.